# Liste der Bodendenkmale in Hohnstorf (Elbe)
In der Liste der Bodendenkmale in Hohnstorf (Elbe) sind alle Bodendenkmale der niedersächsischen Gemeinde Hohnstorf (Elbe) aufgelistet. Die Quelle ist der Denkmalatlas Niedersachsen. Der Stand der Liste ist der 28. Juli 2024.

## Allgemein
In den Spalten finden sich folgende Informationen des Bodendenkmales :
- Lage        : geographische Koordinaten
- Bezeichnung : Bezeichnung lt. Denkmalatlas
- Beschreibung: Beschreibung lt. Denkmalatlas
- ID          : Objekt-ID
- Bild        : Bild, ggf. zusätzlich mit Link zu weiteren Fotos im Medienarchiv Wikimedia Commons.

## Hohnstorf
| Lage                         | Bezeichnung              | Beschreibung | ID       | Bild |
| ---------------------------- | ------------------------ | ------------ | -------- | ---- |
| 53° 22′ 0″ N, 10° 33′ 23″ O  | Hohnstorf(Elbe) 1, Deich |              | 28931692 | BW   |
| 53° 21′ 57″ N, 10° 31′ 32″ O | Hohnstorf(Elbe) 5, Deich |              | 28931694 | BW   |